# 미사토촌 (오키나와현)
미사토촌(美里村)은 오키나와현 나카가미군에 설치되었던 촌이다. 현재의 오키나와시에 해당한다.